# Anatolij Błyzniuk

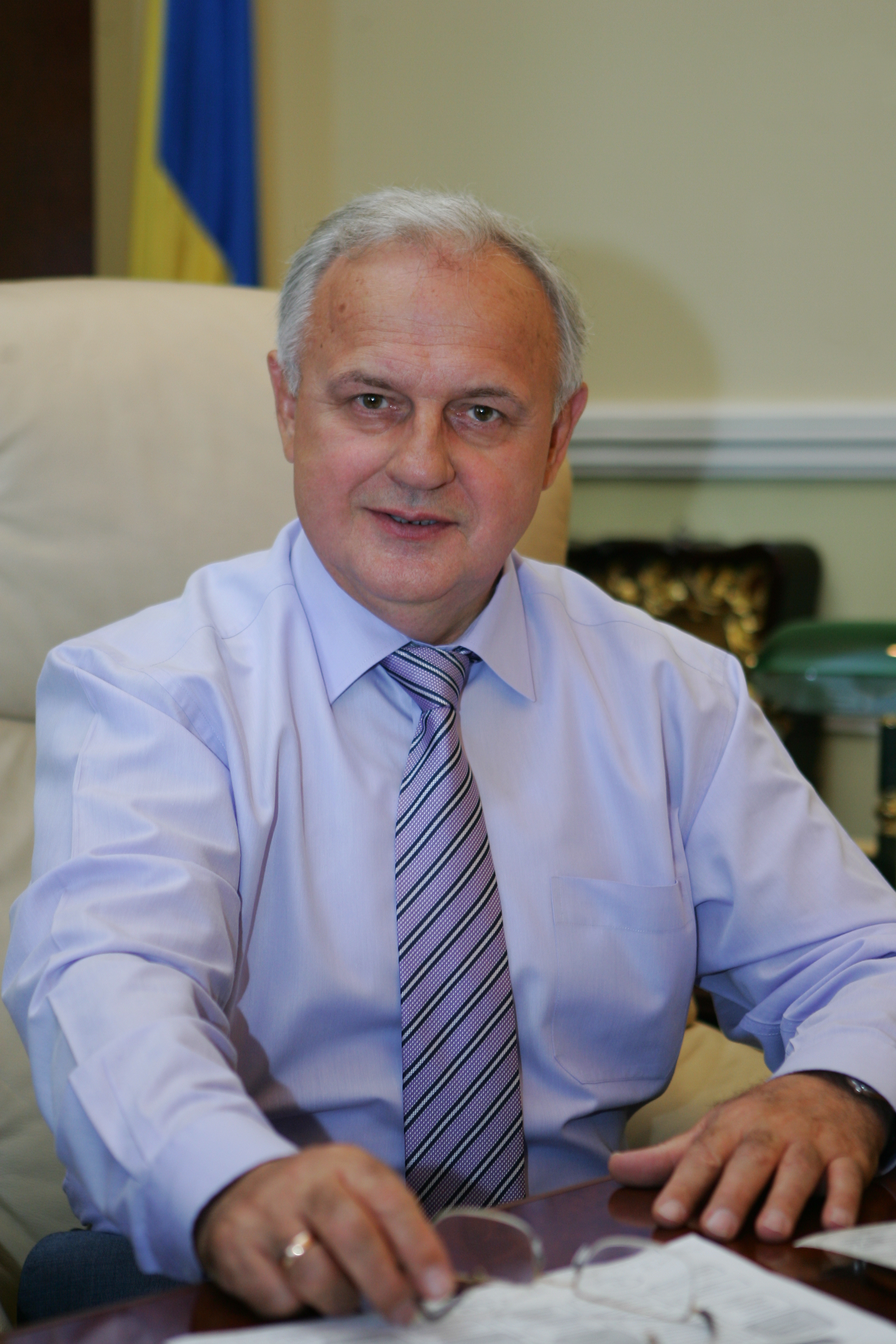
Anatolij Błyzniuk

Anatolij Błyzniuk (ur. 24 listopada 1948 w Kramatorsku) – ukraiński polityk, przewodniczący Donieckiej Obwodowej Administracji Państwowej.
W 1988 ukończył Kramatorski Instytut Przemysłowy oraz w 2000 Doniecki Państwowy Uniwersytet Ekonomii i Handlu. Jest deputowanym rady obwodowej IV i V kadencji.  
Od kwietnia 2006 do marca 2010 był przewodniczącym Donieckiej Rady Obwodowej. Od listopada 2002 do stycznia 2005 oraz od 18 marca 2010 jest przewodniczącym Donieckiej Obwodowej Administracji Państwowej.